# Happiness Begins
| Recensione           | Giudizio |
| -------------------- | -------- |
| Metacritic           | 81/100   |
| Consequence of Sound | B-       |
| Pitchfork            | 6.2/10   |

Happiness Begins è il quinto album in studio del gruppo musicale statunitense Jonas Brothers, pubblicato il 7 giugno 2019.

## Promozione
Il gruppo ha annunciato l'album in un post su Twitter il 22 aprile 2019, condividendo la cover e il giorno di rilascio. I fratelli hanno poi condiviso separatamente la notizia.
Il 30 aprile, la band ha postato diversi teaser nei social che recitavano Happiness Begins Tomorrow. Il giorno successivo, la band annuncia il Happiness Begins Tour, che avrà inizio il 7 agosto 2019.

## Tracce
1. Sucker – 3:01 (Nick Jonas, Joe Jonas, Kevin Jonas, Ryan Tedder, Adam Feeney, Louis Bell)
2. Cool – 2:47 (Nick Jonas, Joe Jonas, Kevin Jonas, Casey Smith, Tedder, Zach Skelton)
3. Only Human – 3:03 (Nick Jonas, Joe Jonas, Kevin Jonas, Johan Schuster)
4. I Believe – 3:37 (Nick Jonas, Gregg Kurstin, Maureen McDonald)
5. Used to Be – 3:04 (Nick Jonas, Joe Jonas, Kevin Jonas, Tedder, Bell, Skelton)
6. Every Single Time – 3:32 (Nick Jonas, Joe Jonas, Kurstin, McDonald)
7. Don't Throw It Away – 2:52 (Nick Jonas, Joe Jonas, Kurstin, McDonald)
8. Love Her – 3:13 (Nick Jonas, Joe Jonas, Mike Elizondo)
9. Happy When I'm Sad – 2:38 (Nick Jonas, Joel Little, Sarah Aarons)
10. Trust – 3:00 (Nick Jonas, Joe Jonas, Jason Evigan, Tedder, Ammar Malik)
11. Strangers – 3:53 (Nick Jonas, Joe Jonas, Kurstin, McDonald)
12. Hesitate – 3:28 (Joe Jonas, Justin Tranter, Kennedi Lykken, Michael Sabath)
13. Rollercoaster – 3:01 (Smith, Jonas Jeberg, Michael Pollack, Tedder, Skelton)
14. Comeback – 2:35 (Nick Jonas, Joe Jonas, Kevin Jonas, James Alan Ghaleb, Sylvester Willy Sivertsen)

Tracce bonus nell'edizione Target
1. First – 2:58 (Nick Jonas, Joe Jonas, Paul Shelton)
2. Cool (Acoustic Version) – 2:33 (Nick Jonas, Joe Jonas, Kevin Jonas, Smith, Tedder, Skelton)

## Classifiche

### Classifiche settimanali
| Classifica (2019) | Posizione massima |
| ----------------- | ----------------- |
| Argentina         | 1                 |
| Australia         | 3                 |
| Austria           | 14                |
| Belgio (Fiandre)  | 8                 |
| Belgio (Vallonia) | 18                |
| Canada            | 1                 |
| Danimarca         | 12                |
| Finlandia         | 32                |
| Francia           | 29                |
| Germania          | 17                |
| Irlanda           | 4                 |
| Italia            | 28                |
| Lettonia          | 8                 |
| Lituania          | 5                 |
| Messico           | 1                 |
| Nuova Zelanda     | 5                 |
| Norvegia          | 13                |
| Paesi Bassi       | 8                 |
| Regno Unito       | 2                 |
| Spagna            | 3                 |
| Stati Uniti       | 1                 |
| Svezia            | 28                |
| Svizzera          | 16                |

### Classifiche di fine anno
| Classifica (2019) | Posizione |
| ----------------- | --------- |
| Messico           | 27        |